# 中国航天科技集団
中国航天科技集団有限公司（簡体字：中国航天科技集团有限公司、英語表記：China Aerospace Science and Technology Corporation, CASC）は、中国の宇宙開発計画における主契約企業である。
国有企業であり、下部組織が宇宙船、発射ロケット、戦略および戦術ミサイルシステム、地上機器などの一連の設計・開発および製造を行う。中国の改革開放運動の中で公式に設立されたのは 1999年7月のことで、それ以前は中国航天公司（China Aerospace Corporation, CAC）の一機関であった。CACは、1956年以来様々な計画を実現してきた。
宇宙および防衛産業の他には、CASCは機械、化学工業、電気通信機器、輸送手段、コンピューター、医療および環境保護機器などの民需産業において、多くの高品質な製品を生産している。また国際市場において商用衛星発射のサービスも提供しており、高エネルギー燃料の技術や補助ロケットの設置、複数衛星の同時発射などの開発および展開においては世界で最も進んだ技術を持つ機関である。USドルにして110億ドルの資本と11万人の従業員を保有している。

## 下部組織

### 傘下の研究所
- 中国運載火箭技術研究院 (CALT)
- 航天動力技術研究院（フランス語版） (AASPT)--固体ロケットモータの研究開発生産
- 中国空間技術研究院 (CAST)
- 航天推進技術研究院 (AALPT)--液体ロケットエンジンの研究開発生産
- 四川航天技術研究院 (SAAT)
- 上海航天技術研究院 (SAST)
- 中国航天電子技術研究院 (CAAET)
- 中国航天空気動力技術研究院 (CAAA)

### 傘下の専門企業
- 中国衛星通信集団公司 (CSCC)
- 中国長城工業総公司 (CGWIC)[1]
- 中国航天工程諮詢中心
- 中国資源衛星応用中心
- 航天科技財務有限責任公司
- 航天科技投資控股有限公司
- 航天時代電子技術股分有限公司
- 中国航天国際控股有限公司
- 北京神舟航天軟件技術有限公司
- 深圳航天科技創新研究院
- 航天長征国際貿易有限公司
- 中国長峰機電技術研究設計院

### 直属機関
- 中国航天標準化研究所
- 中国宇航出版社
- 航天アーカイブス
- 航天通信中心
- 中国航天ニュース社
- 中国宇航学会
- 航天人才開発交流中心
- 航天印刷所

## 中国航天科技集団をめぐる各国の動き
アメリカ合衆国商務省産業安全保障局によるエンティティ・リストの掲載企業である。

## 参照
- 中国国家航天局